# Kloster San Pedro de Gumiel
Das Kloster San Pedro de Gumiel (Sanctus Petrus) ist eine inzwischen verschwundene ehemalige Zisterzienserabtei in der Gemeinde Gumiel de Izán in der Provinz Burgos in Kastilien-León in Spanien, 12 km von Aranda de Duero und 68 km von Burgos.

## Geschichte
Das Kloster wurde im Jahr 1194 (nach anderen Angaben bereits 1189) als Tochterkloster der Primarabtei Morimond gegründet. Ein Abt von San Pedro de Gumiel soll allerdings schon im Jahr 1100 erwähnt worden sein (Hauptartikel Cogolludo). 1196 wurde der Mitbegründer des Ritterordens von Calatrava, Fray Diego Velázquez, in dem Kloster begraben. In der Klosteraufhebung unter der Regierung von Juan Álvarez Mendizábal wurde es im Jahr 1835 aufgelöst.

## Bauten und Anlage
Das Kloster ist nicht erhalten. Zwölf Kapitelle aus dem Kreuzgang sind in die Kirche Santa María von Gumiel de Izán gelangt, die an Vorbilder aus der Abtei Santo Domingo de Silos erinnern.